# スピンドルストンの醜い竜

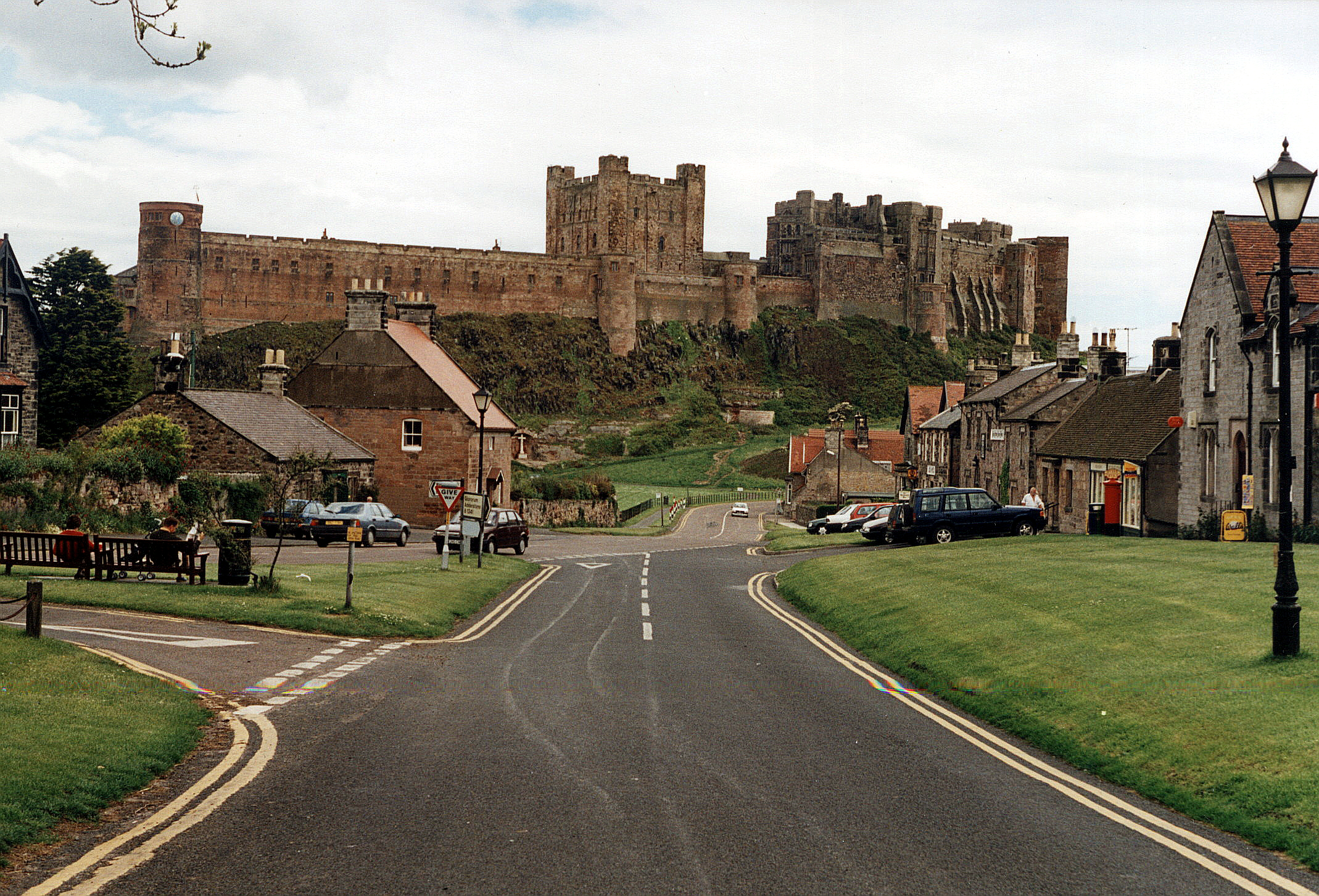
舞台となったバンバラ城

スピンドルストンの醜い竜（スピンドルストンのみにくいりゅう。英: The Laidly Worm of Spindleston Heugh）とはイングランドのノーサンバーランド地方の伝承であり、AT分類450Aに分類される。「スピンドルストンの醜い竜」はバラッド形式でイングランドおよびスコットランドを中心に中世から口伝で後世に伝えられた。
参考文献では「龍」の表記であるが、本記事では「竜」の表記で統一する。

## 伝承内容

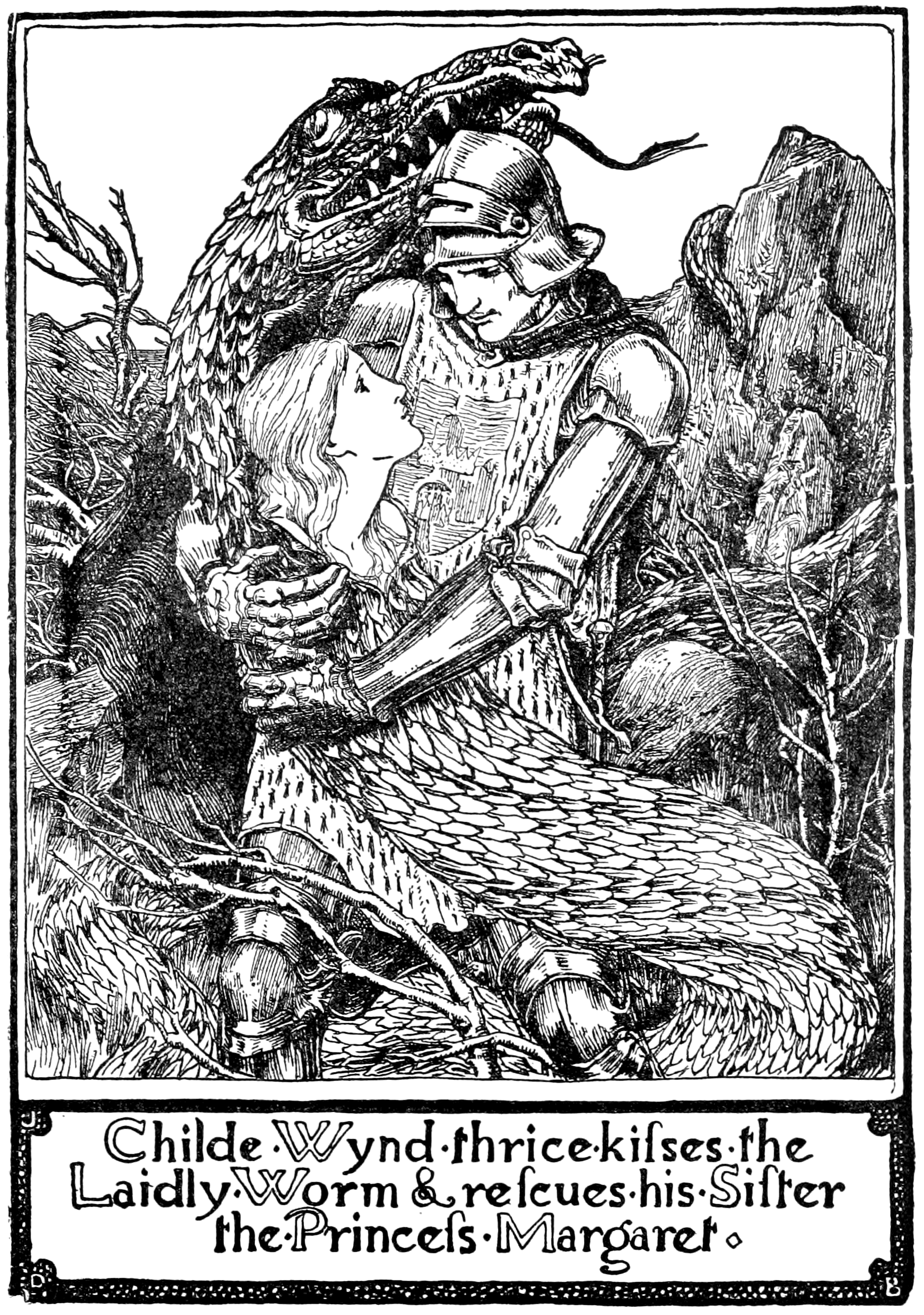
「チャイルド・ワインドのキス」, John D. Batten, 1890

ある日七王国時代の国の1つであるノーサンブリア王国のバンバラ城（Bamburgh Castle）の王が新しい后（女王）を連れて戻ってきた。しかし、ある騎士が女王と王女のいるその場で「王女様の方が美しく徳を備えた方だと思う」と言ってしまった。女王はこの言葉に嫉妬し、王女を魔法で醜い竜に変えてしまう。そして「行方知れずとなった王の息子、チャイルド・ワインド（Childe Wynd）が戻って来るまで、王女は2度と元の姿に戻れない」という呪いをかけた。竜になった王女は毒の息を吐き、毎朝牛7頭分もの分量のミルクを要求し、大地を荒らしまわった。
やがて、この竜の話は海の向こうにいるチャイルド・ワインドの元まで届いた。彼は「竜は自分の妹に違いない」と信じ、ナナカマドのマストのある船で竜の元に向かった。女王はチャイルド・ワインドの船を見て、手下の魔女に船を沈めるよう命じるが、魔女の魔法はナナカマドの持つ魔除けの力によって防がれてしまう。さらに兵士を送り込むが、これもチャイルド・ワインドらによって撃退されてしまう。
やがてチャイルド・ワインドは浅瀬から竜のいるスピンドルストン崖へと上り、竜と対峙した。彼の「竜が自分を傷つけたら竜を殺す」という誓いを聞くと、竜は、武器を置いた上で自分に3回キスしてほしい、と言った。チャイルド・ワインドがその通りにしたところ、竜は洞窟の中に入っていき、次に出てきたときは王女の姿に戻っていた。
毎日嘆き暮らしていた王様は、王子と王女が戻ったことを喜んだ。チャイルド・ワインドは女王へ呪いをかけ、彼女を醜いヒキガエルに変えてしまった。こうしてバンバラ城の王族は幸せに暮らしたという。
こんにち、スピンドルストン崖（スピンドルストーン崖）にはとぐろを巻いた竜（ワーム）の姿が再現されているという。